# Schranck No: II

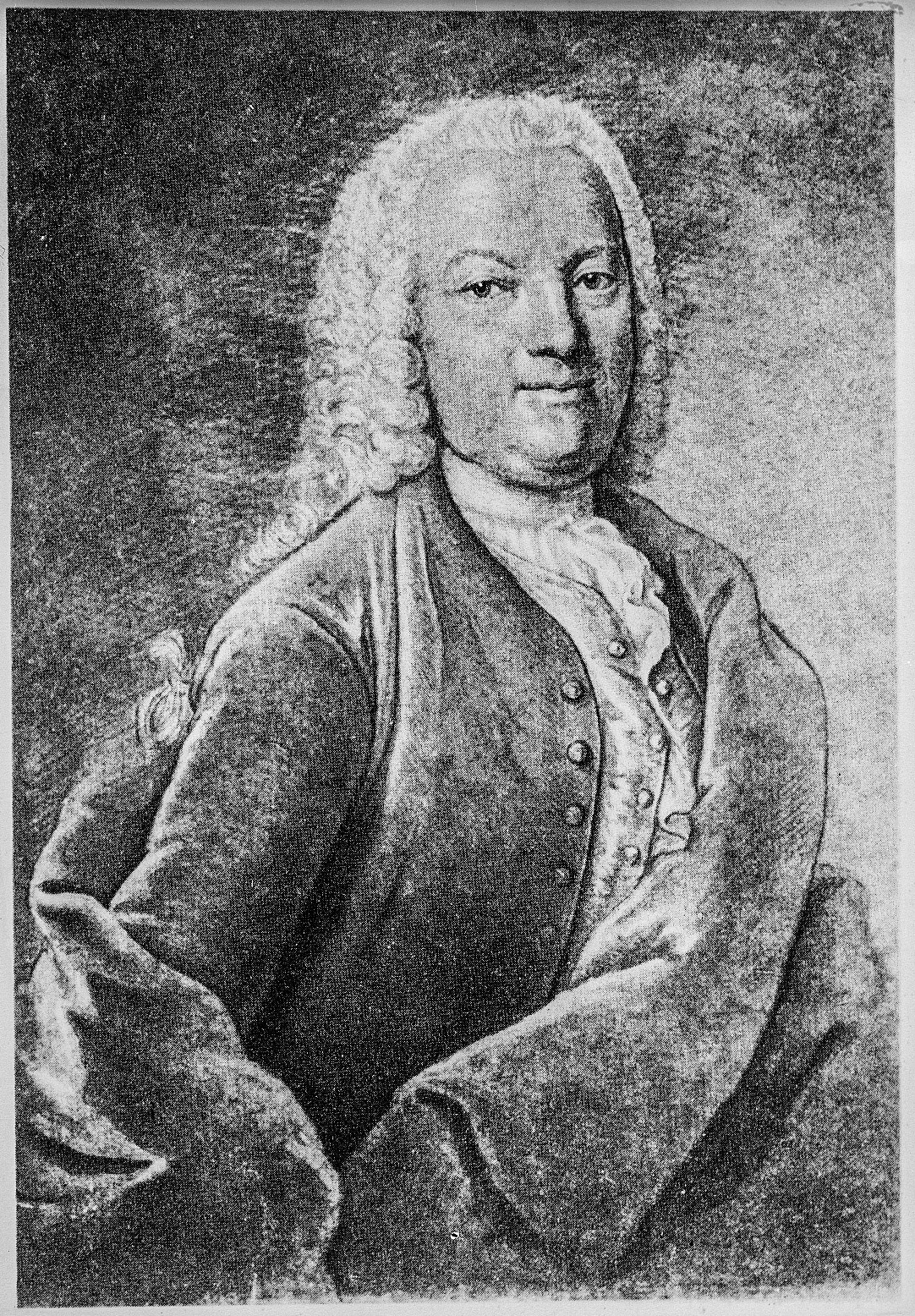
Johann Georg Pisendel (1687–1755)

Der sogenannte Schranck No: II (auch Schrank II) war ein Notenschrank in der Katholischen Hofkirche in Dresden, in dem die vom Hofkonzertmeister Johann Georg Pisendel im 18. Jahrhundert zusammengetragene Notensammlung für Instrumentalwerke lagerte. Die besondere Bedeutung dieser Sammlung, die ca. 1800 Musikalien umfasst, liegt in ihrem einzigartigen Aufbau, der das komplette Instrumental-Repertoire der Dresdner Hofkapelle zu Zeiten Augusts des Starken widerspiegelt. Die Sammlung befindet sich heute in der Sächsischen Landesbibliothek (SLUB). Der Schrank selbst ist nicht erhalten.

## Sammlung

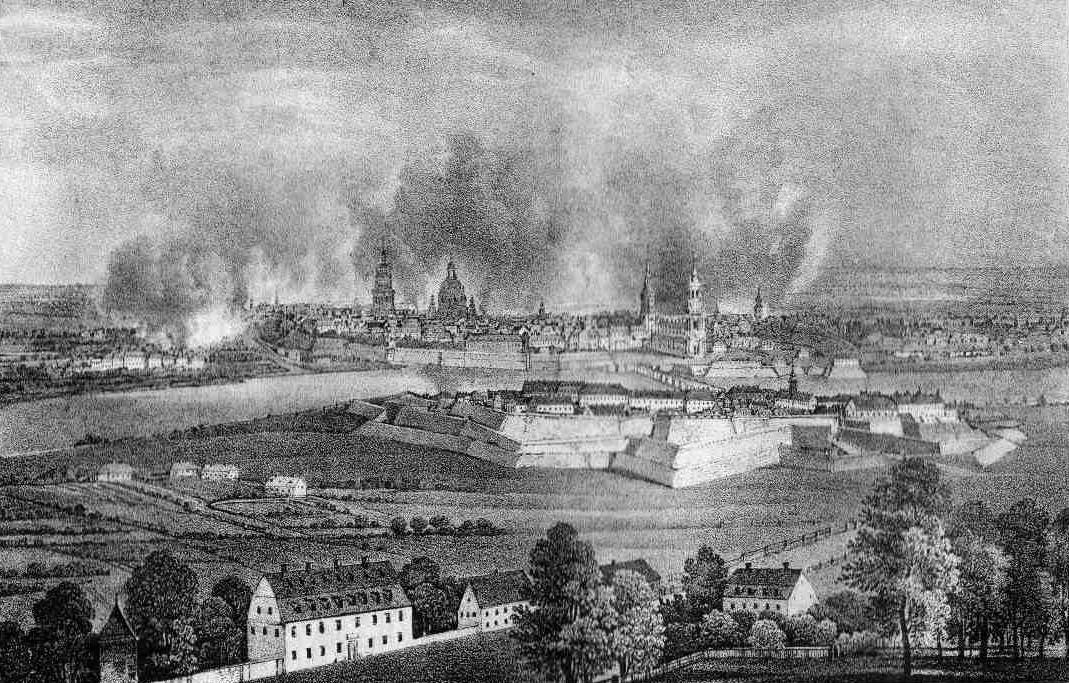
Belagerung und Beschuss von Dresden durch die Preußen im Siebenjährigen Krieg (1760); mittig rechts ist die Hofkirche zu sehen

In der europäischen Musikgeschichte gilt die Zeit der sächsisch-polnischen Union (1697–1763) als eine Blütezeit barocker Oper, vokaler Kirchenmusik und glänzender Instrumentalwerke. Im Zentrum des Musiklebens stand die sächsische Hofkapelle, die unter dem seit 1733 amtierenden Kapellmeister Johann Adolph Hasse und seinem bereits seit 1712 im Amt befindlichen Konzertmeister Johann Georg Pisendel weltberühmt wurde.
Als durch preußischen Artilleriebeschuss bei der Belagerung und Beschuss Dresdens vom 17. bis zum 30. Juli 1760 infolge des Siebenjährigen Krieges das höfische Notenarchiv verbrannte, das sich im Prinzenpalais befand, blieben nur diejenigen Musikalien übrig, die an anderer Stelle gelagert wurden, noch in Gebrauch waren oder an anderen Orten als Abschriften existierten (wie beispielsweise die Sammlung Jacobi in Grimma).
Zu den an anderen Orten gelagerten Musikalien gehörten die zahlreichen Instrumentalmusik-Manuskripte mit aufführungspraktischen Einzeichnungen Pisendels und die von ihm selbst angefertigten Partiturabschriften, die zum Teil noch auf seine Italienreise 1716/1717 zurückgehen. Nach seinem Tod 1755 wurde die Sammlung zunächst an Kronprinzessin Maria Josepha von Sachsen verkauft und etwa zehn Jahre alphabetisch sortiert, in Umschlägen beschriftet und im „Schranck No: II“ in der Dresdner Hofkirche abgelegt, danach geriet sie aufgrund des geänderten Musikgeschmacks zunächst in Vergessenheit.

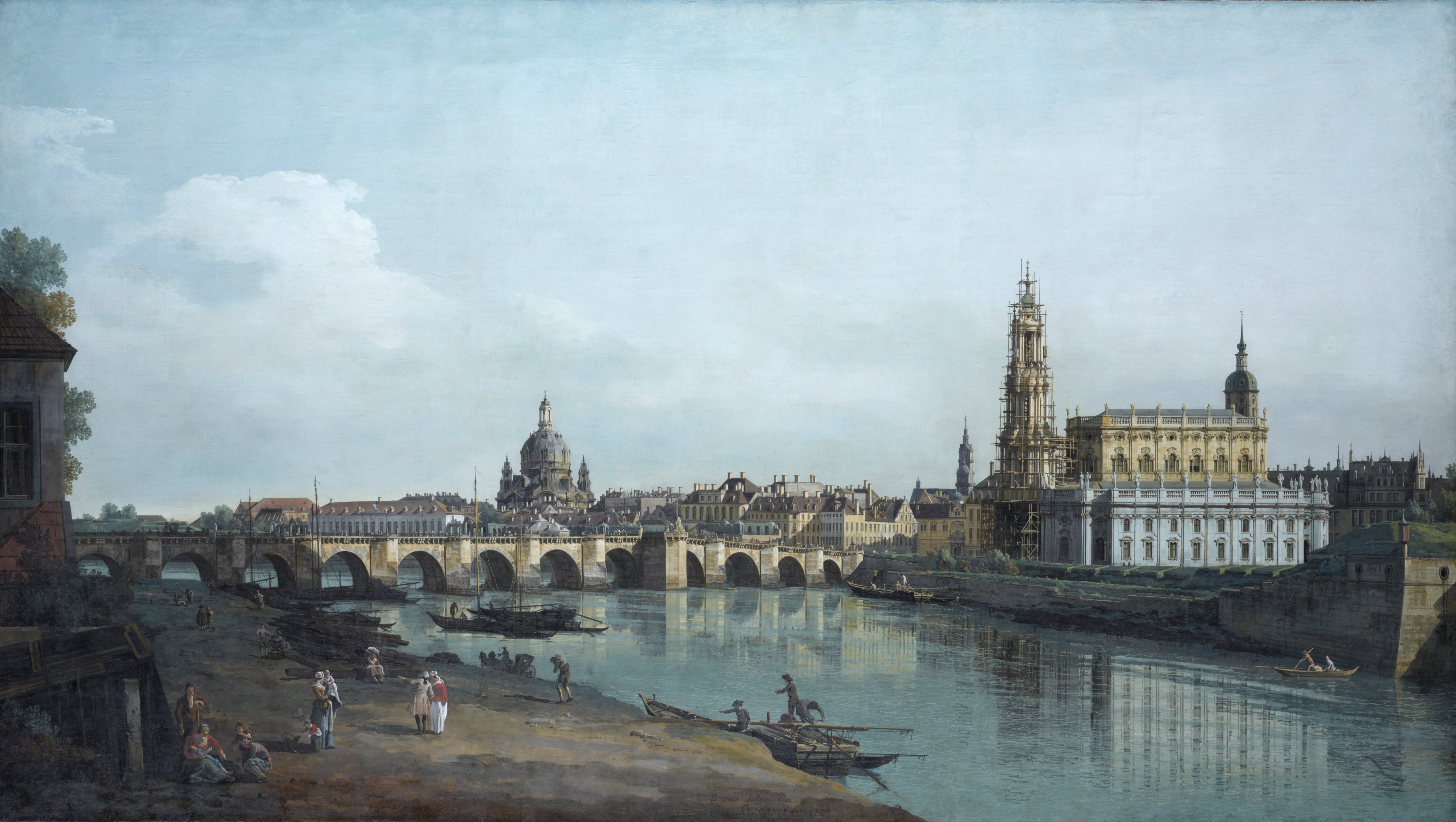
Abbildung der 1748 noch im Bau befindlichen Hofkirche (rechts im Bild; eingerüstet)

Der neuberufene Dresdner Hofkapellmeister Julius Rietz entdeckte 1860 auf der Empore der Dresdner Hofkirche die Sammlung in diesem sogenannten Schrank No: II wieder. Moritz Fürstenau, Kustos der Königlichen Privat-Musikaliensammlung und Flötist der Hofkapelle, versah sie daraufhin mit neuen Signaturen und arbeitete sie in den Bestand der Königlichen Privat-Musikaliensammlung ein.
Mit deren Übertragung an die Königliche Öffentliche Bibliothek (1896) gingen die Manuskripte an eine Vorgängerinstitution der heutigen Sächsischen Landesbibliothek über. Sie wurden in der Musikabteilung archiviert, die sich in der Folge auch durch die Übernahme des nicht mehr genutzten Notenmaterials von Hofkirche und Hofoper zu einer der bedeutendsten historischen Musiksammlungen in Deutschland entwickelte, und erhielten die ab 1926 eingeführten, bis heute gültigen dreiteiligen Musikquellen-Signaturen.
Der Notenfundus umfasst mehr als 1750 Musikalien, die Werke von fast 200 deutschen und europäischen Komponisten enthalten, die in 38 Fächern des Schrankes untergebracht waren. Darunter finden sich neben Pisendel-Kompositionen bekannte Namen wie Antonio Vivaldi, Tomaso Albinoni, Georg Philipp Telemann, Georg Friedrich Händel, Johann Joachim Quantz und die Gebrüder Graun. Aber auch unbekanntere Komponisten wie der im Wiener Umfeld wirkende Johann Ignaz Beyer und der in Venedig nachgewiesene Domenico Elmi (1676–1760) sind vertreten.

## Signaturen

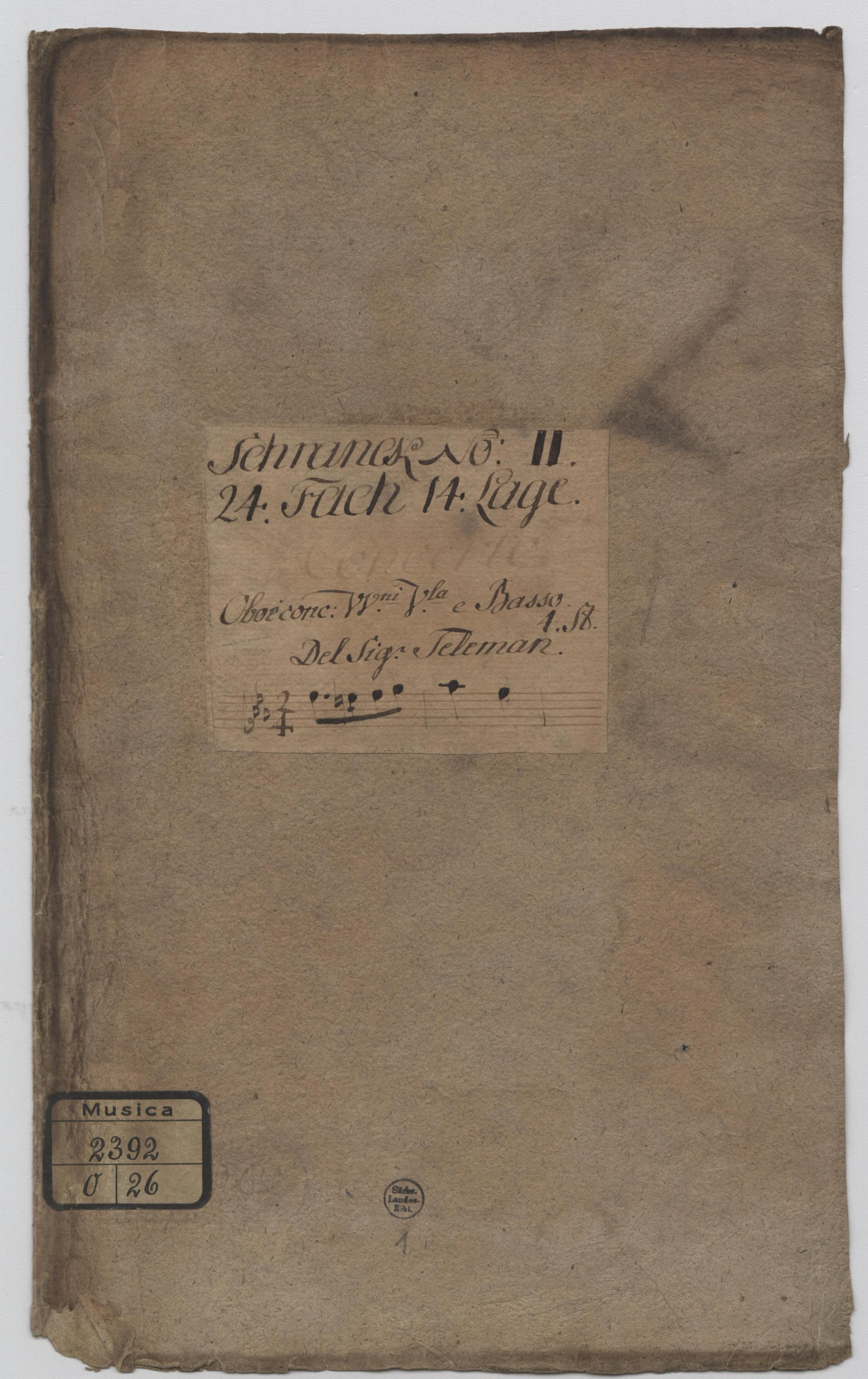
Deckblatt des Oboenkonzerts in F-Dur von Telemann (TWV 51:f2) aus Fach 24, Lage 14

Die originalen Signaturen sind auf den Titeletiketten der zum größten Teil noch erhaltenen Originalumschläge notiert, sie bestehen jeweils aus einer Fach- und einer Lagennummer. Fürstenau ersetzte die Originalsignaturen durch eine fortlaufende Nummerierung, die sich von Mus.c.Cx 1 bis 1576 erstreckt. Dadurch konnte auch bei denjenigen Manuskripten, die kein Titeletikett (mehr) besitzen, der genaue Standort (Fach und Lage) innerhalb der Schranck-No:-II-Ordnung rekonstruiert werden. Heute tragen die Manuskripte die üblichen dreiteiligen SLUB-Signaturen, die sich aus einer vierstelligen Zahl für den Komponisten (z. B. „2392“ für Telemann), einem Buchstaben für die Gattung (z. B. „O“ für Konzerte) und einer fortlaufenden Nummerierung zusammensetzen (z. B. „Mus.2392-O-2“).

## Einspielungen (Auswahl)
- Oboenkonzerte aus Dresden – Instrumentalmusik aus der Pisendel-Sammlung. Werke von Pisendel, Fasch, Valentini, Anonymus. Accent, DDD, 2007, Löffler, Bosch, Batzdorfer Hofkapelle.
- Dresdner Barockmusik – Sonaten aus der Pisendel-Sammlung. Accent, DDD, 2008, Batzdorfer Hofkapelle.
- Violinkonzerte aus Dresden. Raumklang (Harmonia Mundi), DDD, 2011. Johannes Pramsohler, International Baroque Players.
- 1717. Memories of a Journey to Italy. Pisendel, Vivaldi, Montanari, Fanfani, Valentini and Albinoni. Ensemble Scaramuccia. (Snakewood Editions, 2018). Music collected or composed by Pisendel during his journey to Italy 1716–1717